# 小槻神社

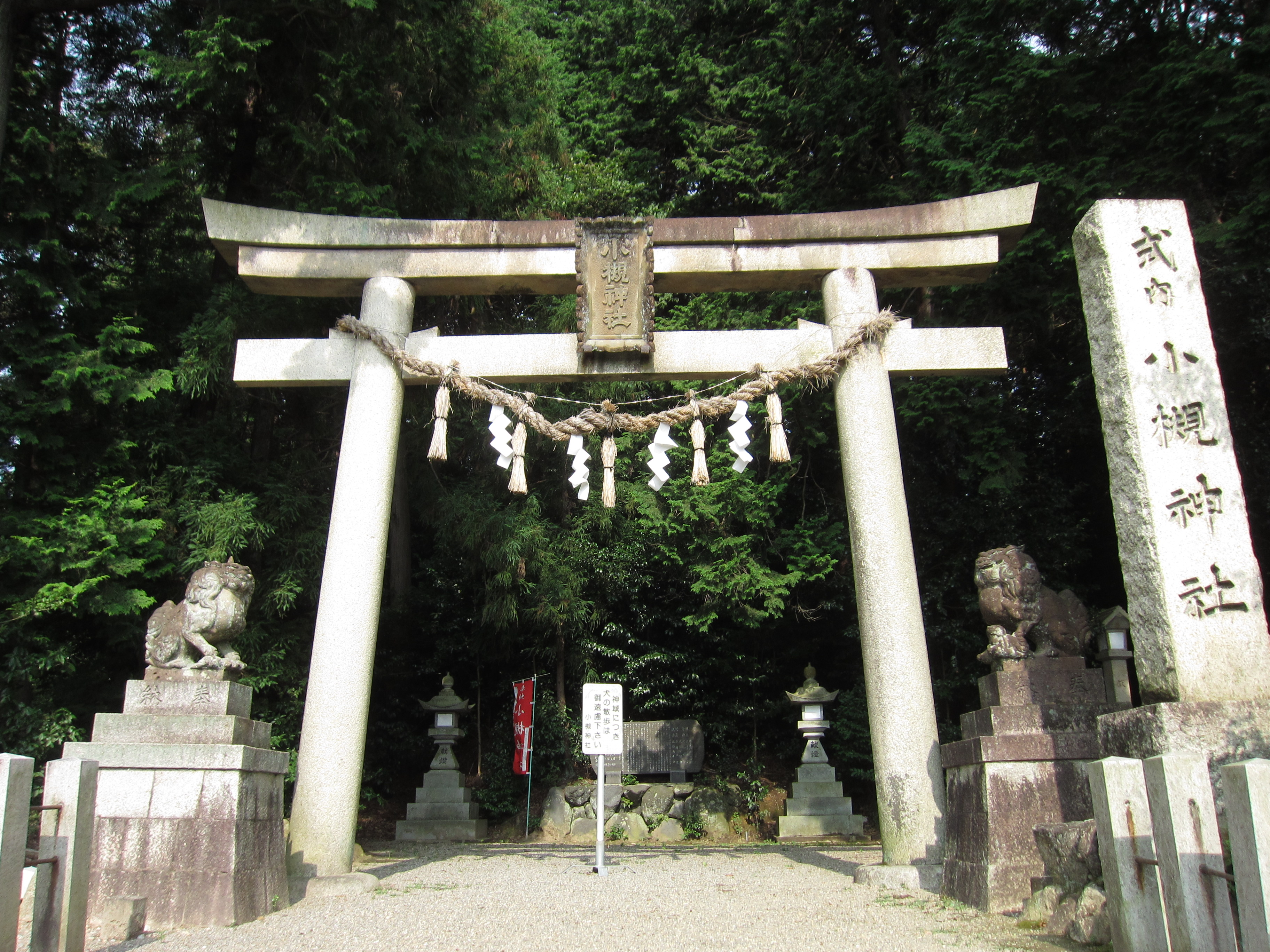
鳥居

小槻神社（おつきじんじゃ/おつぎじんじゃ）は、滋賀県草津市青地町にある神社。式内社で、旧社格は郷社。神紋は「下り藤」。

## 祭神
祭神は次の2柱。
- 於知別命（おちわけのみこと）
「落別命」・「祖別命」とも表記される。第11代垂仁天皇皇子で、小槻山君（小槻氏）の祖。文献によっては「息速別命」の表記も見られるが、息速別命は於知別命の異母兄弟になる。
- 天児屋根命（あめのこやねのみこと）
中世に合祀。藤原氏の祖神で、隣接して存在した金勝庄が春日大社（藤原氏氏神）領であったこととの関連が指摘される[3]。

## 歴史
古代に栗太郡（現在の草津市・栗東市一帯）の豪族の小槻山君（小月山公）が、祖神として於知別命を祀ったのが創祀とされる。小槻山君は朝廷に采女を献上していたことから、栗太郡郡司クラスの家柄だったと推測されている。小槻山君は貞観15年（873年）に京に居を移し、のち小槻氏（官務家）として朝廷に仕えた。
延長5年（927年）成立の『延喜式』神名帳では近江国栗太郡に「小槻神社」と記載され、関係社の小槻大社（栗東市下戸山）とともに式内社に列している。社名の読みは「ヲツキノ」と振られる。
社伝では、貞観2年（860年）に「正一位 小槻大明神」の宣旨を賜わったとするほか、天徳3年（959年）に現在の志津池付近に遷座し、小槻大社の「小杖宮」に対し「池の宮（池宮）」と称したという。延慶・宝暦年間の2度、社殿と神宝等を焼失。室町時代から戦国時代にかけては青地氏からの崇敬を受けて社殿の寄進・修繕がなされたほか、例祭には城中に神輿が渡御したという。
また社伝では、草津市街の小汐井神社（草津市大路）と深い関係にあるとする。その中で、貞治3年（正平19年、1364年）の神輿造営以来、例祭には神輿は小槻大社・小槻大社・小汐井神社を巡ったが、これを廃すにあたり小汐井神社の神宝・瓶子を分かち合って関係の証にしたと伝える。のちに小槻神社のものは焼失したが、小汐井神社では現在も神宝としているという。
明治9年（1876年）に近代社格制度において村社に列し、明治14年（1881年）の大造営後、明治16年（1883年）に郷社に昇格した。現在の社殿は明治14年時の造営のものになる。

## 境内
境内は戦国時代の青地城跡に接する。本殿は三間社流造檜皮葺で、間口三間・奥行二間。明治14年の造営になる。拝殿は入母屋造で、間口三間・奥行三間。
また境内には古墳群があったといい、出土した古墳石材を用いて石垣を造営したという。そのほか、境内のツブラジイは樹高18メートル、推定樹齢100年以上といわれ、草津市の名木に指定されている。

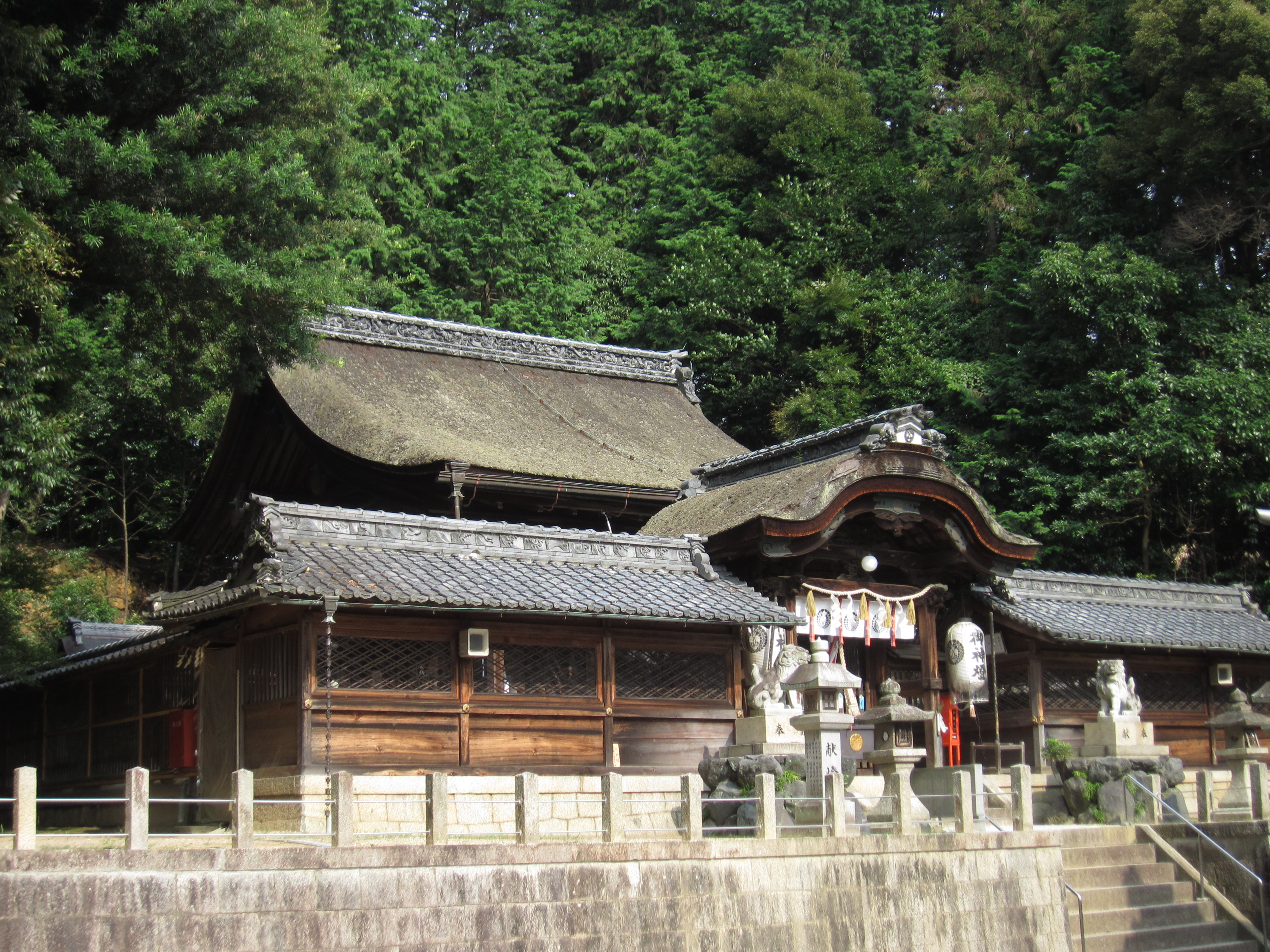
本殿
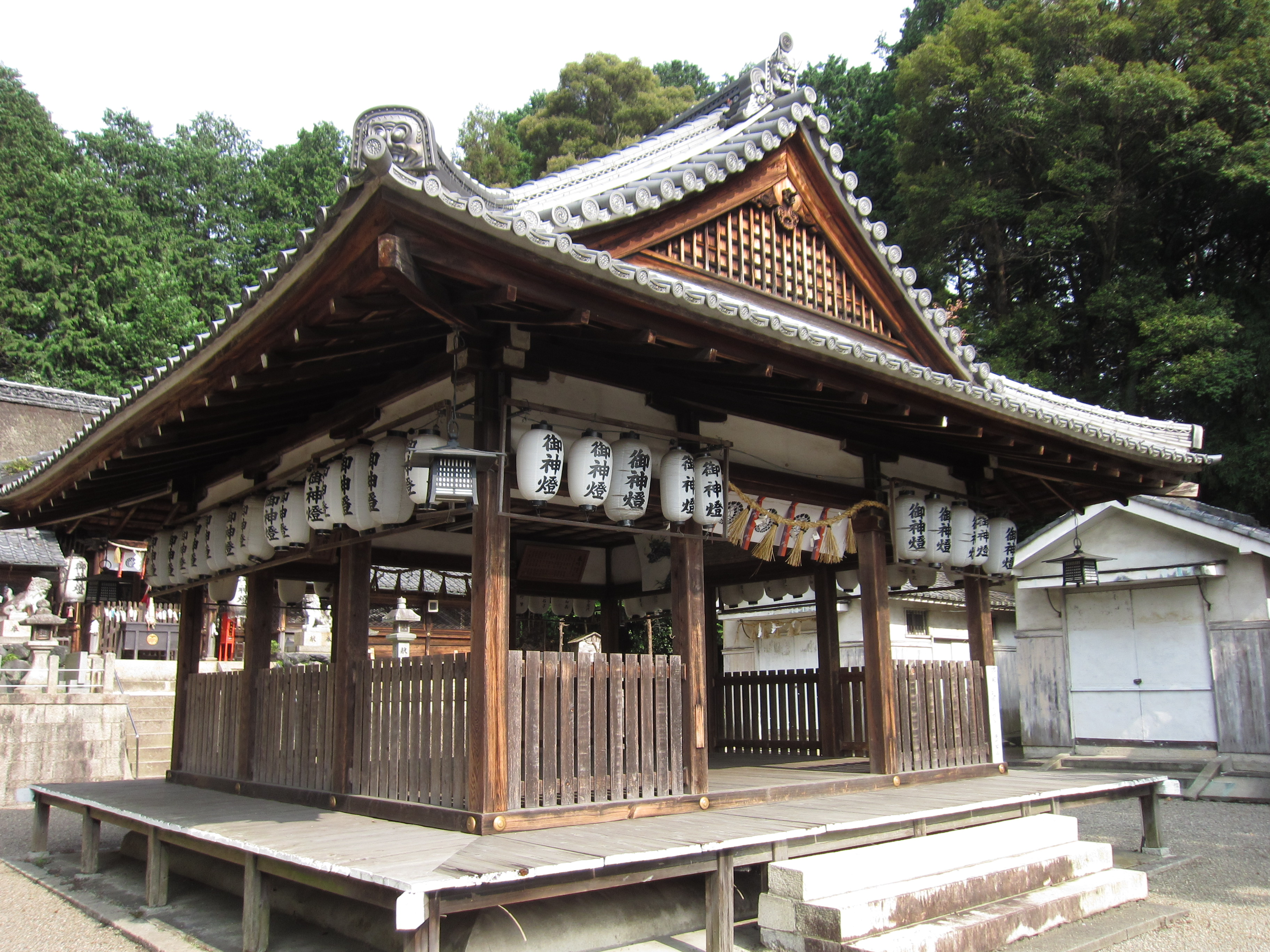
拝殿
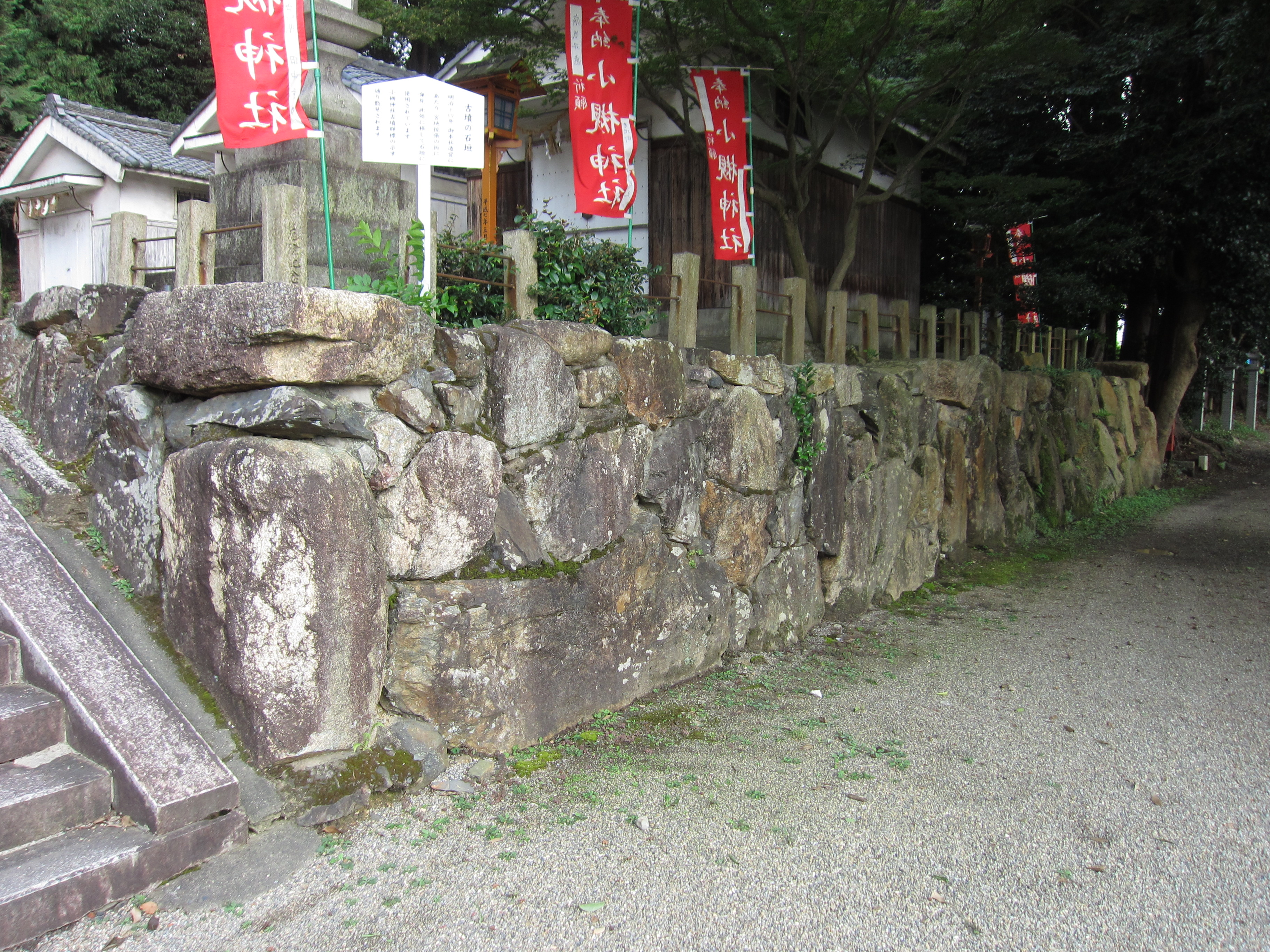
古墳の石垣
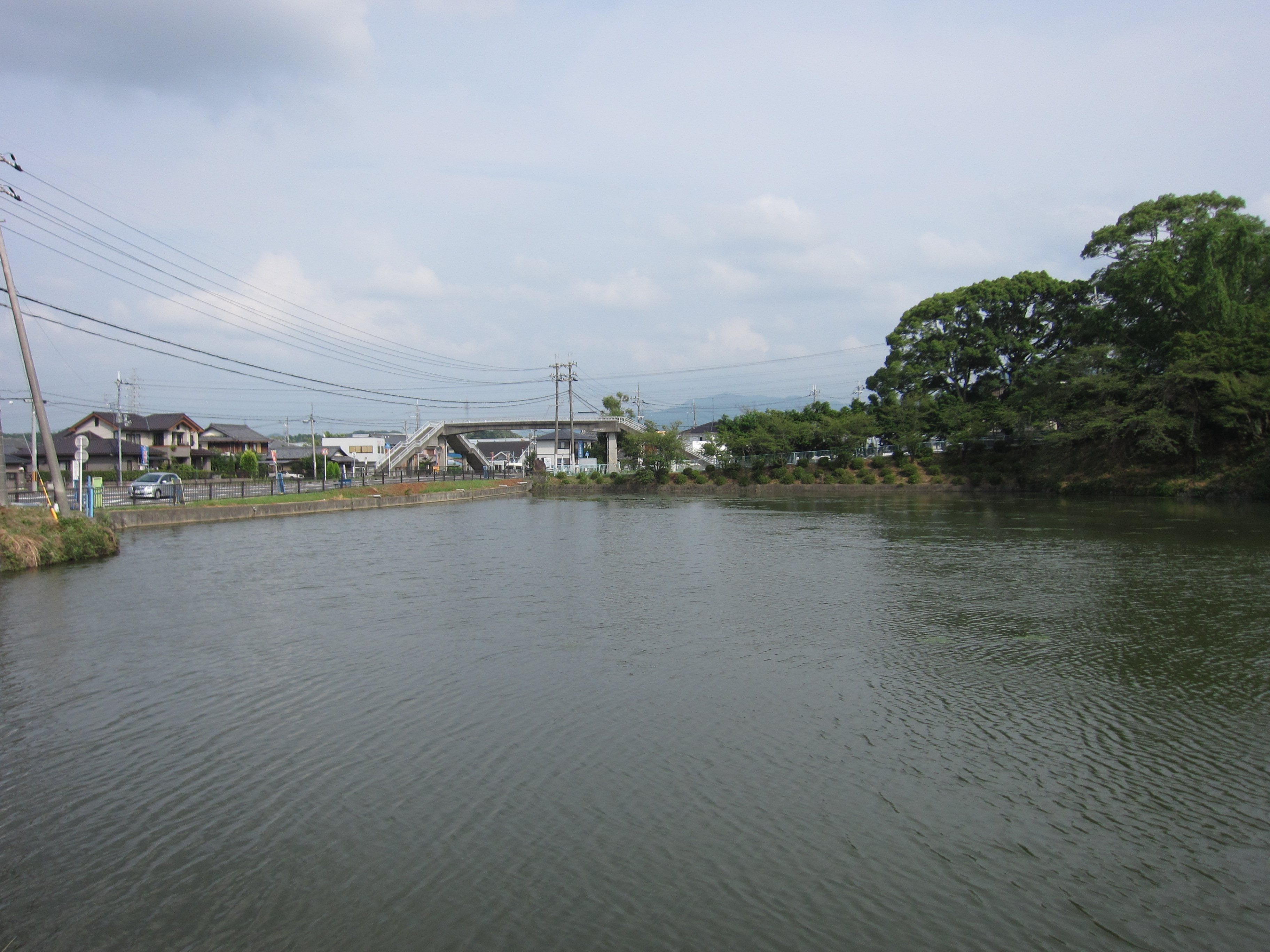
志津池

## 摂末社

### 境内社
- 恵比須社 - 祭神：事代主神。玉垣内。
- 熊野社 - 祭神：伊弉諾尊。玉垣内。
- 日吉社 - 祭神：大山咋神。玉垣内。
- 貴布祢社 - 祭神：高龗神。天正6年（1578年）6月勧請。玉垣内。
- 龍王社 - 祭神：豊玉彦神。古くは社内の龍王像を志津池に浸す雨乞いを行なったと伝える。
- 八幡社 - 祭神：応神天皇。貞観5年（863年）8月15日勧請。野上社と合祀され鳥居近くに鎮座。
- 野上社 - 祭神：草野比売神。八幡社と合祀され鳥居近くに鎮座。

### 境外社
- 八幡宮神社（八幡神社）
  - 鎮座地：草津市馬場町
  - 例祭：1月10日
- 若宮神社
  - 鎮座地：草津市岡本町（北緯35度00分04.17秒 東経135度58分52.19秒 / 北緯35.0011583度 東経135.9811639度）
  - 祭神：八意思兼命
- 神明宮（神明神社）
  - 鎮座地：草津市青地町（志津池脇、北緯35度00分12.38秒 東経135度58分35.24秒）
  - 祭神：大倭姫命（天照皇大神に同じとする）

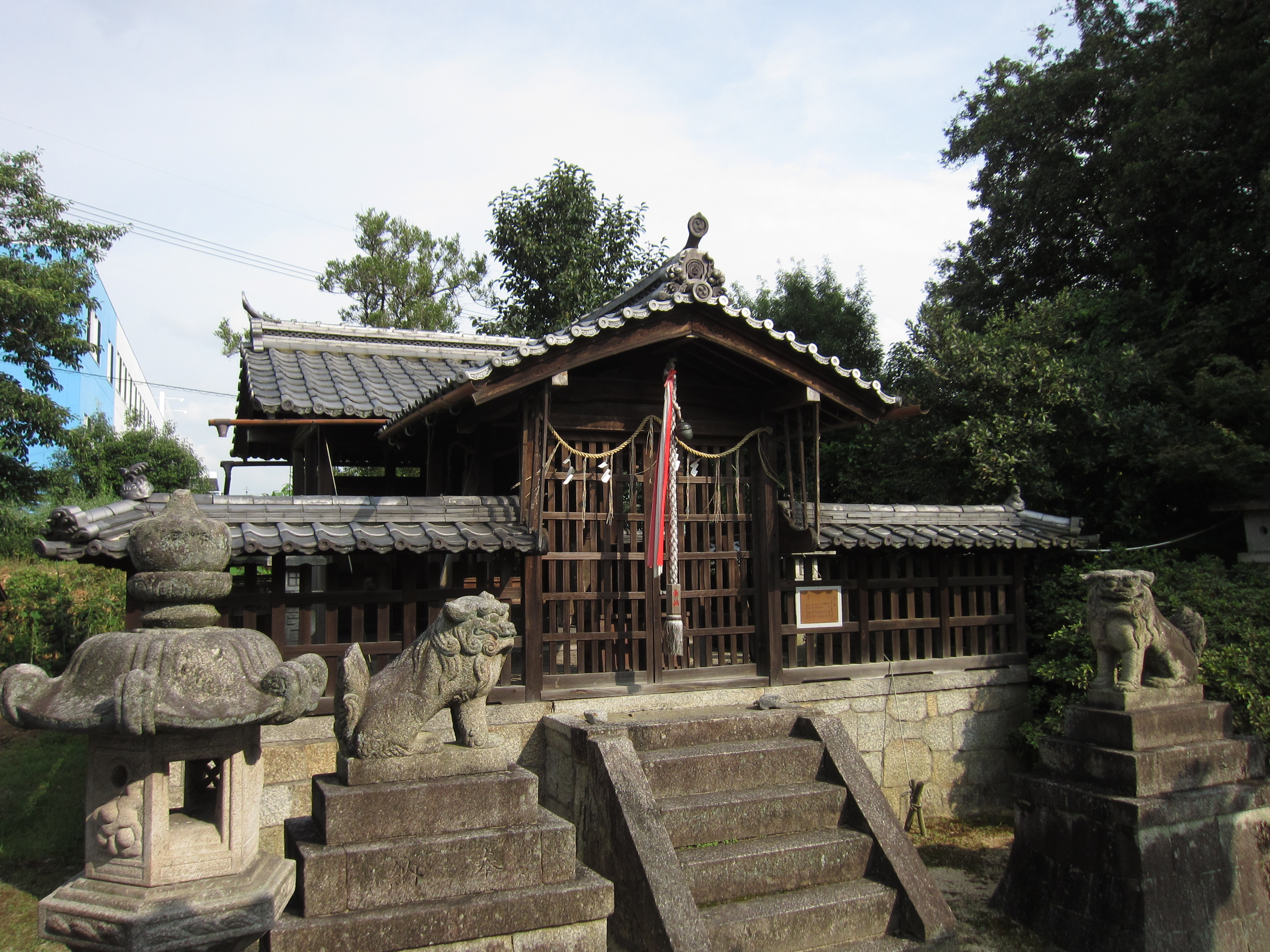
若宮神社（境外社）
神明宮（境外社）

## 文化財

### 草津市指定文化財
- 有形文化財
  - 木造男神坐像（彫刻） - 平安時代後期の作。五百井神社男神像との類似が指摘される。2017年（平成29年）7月27日指定[5][6]。

## 現地情報
所在地
- 滋賀県草津市青地町873

アクセス
- 交通機関
  - JR琵琶湖線（東海道本線）・JR草津線草津駅から車で約15分、徒歩約50分。
  - 同駅からバス（帝産湖南交通）で「志津小学校前」停留所下車、徒歩5分（※神明宮は徒歩2分）。
- 自動車
  - 新名神高速道路草津田上ICから車で約10分。

周辺
- 青地城跡
- 草津市立志津小学校